# Piotr Celeban
Piotr Celeban (25 de juny de 1985, Szczecin, Polònia) és un futbolista polonès que ha jugat com a defensa al Śląsk Wrocław (Polònia).

## Clubs
| Club               | País    | Any          |
| ------------------ | ------- | ------------ |
| Pogoń Szczecin     | Polònia | 2002 - 2006  |
| Śląsk Wrocław      | Polònia | 2006         |
| Korona Kielce      | Polònia | 2007 - 2008  |
| Śląsk Wrocław      | Polònia | 2008 - 2012  |
| Fotbal Club Vaslui | Romania | 2012 - 2012  |
| Śląsk Wrocław      | Polònia | Des del 2014 |